# Kanton Julaca
Der Kanton Julaca ist ein Gemeindebezirk im Departamento Potosí im Hochland des südamerikanischen Anden-Staates Bolivien.

## Lage
Der Kanton (bolivianisch: Cantón) Julaca ist einer von zwölf Kantonen im Landkreis (Municipio) Colcha „K“ in der Provinz Nor Lípez. Er grenzt im Norden an den Kanton Santiago, im Westen an den Kanton San Juan, und im Süden an den Kanton Calcha „K“.
Der Kanton erstreckt sich zwischen etwa 20° 55' und 20° 58' südlicher Breite und 67° 32' und 67° 38' westlicher Länge, er misst von Norden nach Süden sechs Kilometer, von Westen nach Osten zehn Kilometer. Im südlichen Teil des Kantons liegt der Verwaltungssitz des Kantons, Julaca, mit 61 Einwohnern (Volkszählung 2001). Die mittlere Höhe des Kantons ist 3665 m.

## Geographie
Das Municipio Colcha „K“ liegt auf dem bolivianischen Altiplano zwischen der Cordillera Occidental im Westen und der Cordillera de Lípez im Südosten am Salzsee Salar de Uyuni. Das Klima der Region ist arid und weist ein deutliches Tageszeitenklima auf, bei dem die mittleren täglichen Temperaturschwankungen stärker ausfallen als die Temperaturschwankungen im Jahresverlauf.
Nennenswerter Niederschlag fällt nur in den Monaten Januar bis März, die restlichen neun Monate des Jahres sind nahezu niederschlagsfrei, der Gesamtniederschlag der Region erreicht keine 100 mm im Jahr (siehe Klimadiagramm Colcha „K“). Die Jahresdurchschnittstemperatur liegt bei knapp 7 °C, die Monatswerte schwanken nur unwesentlich zwischen 2 °C im Juni/Juli und 9 °C von November bis März, wobei jedoch nächtliche Frostdurchgänge im ganzen Jahr möglich sind.

## Bevölkerung
Die Bevölkerungszahl in dem Kanton lag bei der Volkszählung 2001 bei 61 Einwohnern.
Die Bevölkerungsdichte des Municipio Colcha „K“ bei der letzten Volkszählung im Jahr 2001 betrug 0,4 Einwohner/km², der Anteil der unter 15-Jährigen an der Bevölkerung lag bei 45 Prozent, die Lebenserwartung der Neugeborenen bei 57 Jahren.
Der Alphabetisierungsgrad bei den über 19-Jährigen betrug 85 Prozent, und zwar 94 Prozent bei Männern und 77 Prozent bei Frauen.
Wichtigstes Idiom mit einem Anteil von 90 Prozent ist Quechua, 88 Prozent der Bevölkerung sprechen Spanisch. 90 Prozent der Bevölkerung sind katholisch, 6 Prozent evangelisch.
96 Prozent der Bevölkerung haben keinen Zugang zu Elektrizität, 92 Prozent leben ohne sanitäre Einrichtung.

## Gliederung
Der Kanton ist nicht in Subkantone (vicecantones) oder Ortschaften (localidades) untergliedert, er besteht nur aus der Ortschaft Julaca mit 61 Einwohnern (2001).